# Estádio Oleksiy Butovsky Vorskla
O Estádio Oleksiy Butovsky Vorskla é o estádio onde habitualmente joga o Vorskla Poltava e localiza-se em Poltava.Sua capacidade e para 28.000 pessoas.